# Ferran Torres
Ferran Torres García (Foyos, Valencia, 29 de febrero de 2000) es un futbolista español que juega de delantero en el F. C. Barcelona de la Primera División de España.

## Trayectoria

### Inicios
En 2006, con seis años, se incorporó a la cantera del Valencia C. F. El 15 de octubre de 2016, cuando todavía formaba parte del equipo juvenil, hizo su debut con el Valencia Mestalla al sustituir a Grego Sierra en un partido de Segunda División B contra el R. C. D. Mallorca "B".
En la temporada 2017-18, siendo uno de los juveniles nacionales más deseados, se asentó como titular en el Valencia Mestalla. El 26 de agosto de 2017 logró su primer tanto en un encuentro frente al Peralada.
Ante el gran interés que despertaba, el 5 de octubre de 2017, justo antes de marcharse a disputar el Mundial sub-17, renovó su contrato ampliando su cláusula de rescisión a 25 millones cuando ascendiera al primer equipo. Cuando se encontraba disputando el Mundial, el Valencia le comunicó por burofax que pasaba a formar parte de la primera plantilla valencianista a partir del mes de enero.

### Valencia C. F.
El 30 de noviembre de 2017, en Mestalla, debutó con el Valencia C. F. en el partido de vuelta de los dieciseisavos de final de la Copa contra el Real Zaragoza, dando además una asistencia de gol al sacar el córner que terminó en gol de Vezo. Quince días más tarde, el 16 de diciembre, debutó en Primera División frente al Eibar, entrando en el minuto 81 al césped de Ipurúa sustituyendo a Andreas Pereira. En enero de 2018, tras la marcha de Rober Ibáñez, pasó a lucir el dorsal 20. El 28 de febrero fue titular por primera vez en un encuentro de Liga, que acabó en empate a uno ante el Athletic Club en San Mamés.
El 23 de octubre de 2018 debutó en Liga de Campeones en un triunfo frente al Young Boys. El 15 de enero de 2019, en la vuelta de octavos de final de la Copa del Rey, logró su primer tanto en un triunfo frente al Real Sporting de Gijón (3-0). En el siguiente encuentro, el 19 de enero, en Balaídos frente al Celta de Vigo logró su primer gol en Liga. El 10 de marzo le dio el triunfo al club ché, con un gol en el último minuto, en un encuentro ante el Girona (2-3).
En la temporada 2019-20 se consolidó en el primer equipo valencianista al disputar 44 encuentros, anotar seis tantos y dar ocho asistencias, además de batir varios récords de precocidad. Tras no llegar a un acuerdo para su renovación, se marchó traspasado por 25 millones de euros al Manchester City que dirigía Pep Guardiola.
Fue considerado por Eurosport como uno de los jóvenes talentos del mundo del fútbol en el año 2020, ocupando la posición número seis.

### Manchester City F. C.
El 4 de agosto de 2020 se hizo oficial su traspaso al Manchester City por una cantidad de 25 millones de euros más variables. El 30 de septiembre, en un encuentro de Copa de la Liga frente al Burnley, logró su primer gol con el club inglés. El 21 de octubre marcó en un triunfo ante el F. C. Porto (3-1) en Liga de Campeones. Además, anotó gol en las siguientes dos jornadas frente al Olympique de Marsella y Olympiakos.
En los 16 meses que estuvo en el club marcó 16 goles en los 43 partidos que jugó, habiendo ganada la Premier League y la Copa de la Liga en su única temporada completa.
Habiendo perdido la titularidad durante la temporada 2021-22, en parte a las lesiones, Torres acordaría su transferencia al F. C. Barcelona de la Primera División de España por €55 millones (más €10 millones posibles en bonificación) en diciembre de 2021, acordándose su cierre para el siguiente mes, dependiendo de las ventas en la plantilla del Barça.

### F. C. Barcelona
El 28 de diciembre de 2021 se hizo oficial su fichaje por el F. C. Barcelona, regresando así al fútbol español. Firmó un contrato hasta el 30 de junio de 2027 con una cláusula de rescisión de 1000 millones de euros. Tras recuperarse de una lesión y haber superado el COVID-19, realizó su debut el 12 de enero jugando la primera parte de la semifinal de la Supercopa de España ante el Real Madrid C. F. El 20 de enero marcó su primer gol con el F. C. Barcelona, anotando el 1-1 transitorio contra el Athletic Club en la eliminatoria de la Copa del Rey. El 17 de febrero marcó el empate a uno contra la S. S. C. Napoli, consiguiendo su primer gol en la Liga Europa de la UEFA y anotando su primer penalti como futbolista profesional.
En la jornada 30 de la Liga 2022-23, marcó el gol para el triunfo por la mínima sobre el Atlético de Madrid que permitió al equipo mantener la ventaja en la clasificación de once puntos respecto al segundo clasificado. En el mes de mayo consiguió su primer título de Liga.
El 21 de enero de 2024 disputó su encuentro número 100 como azulgrana. Fue ante el Real Betis Balompié y lo celebró marcando un triplete y dando una asistencia a João Félix.
En la final de la Copa del Rey 2024-25, marcó el gol para empatar al Real Madrid y convertirse en el máximo goleador de la competición. El equipo ganó el título en la prórroga y fue elegido mejor jugador del partido.

## Selección nacional

### Categorías inferiores
El 19 de septiembre de 2016 debutó en la selección española sub-17, en el Mourneview Park de Lurgan, contra la selección de Irlanda del Norte.
Pasó a ser titular indiscutible para el seleccionador Santi Denia durante toda la fase de clasificación para el Europeo Sub-17 de 2017, que se disputó en Croacia y en el que también era fijo en el once titular, proclamándose campeón del torneo tras superar en la tanda de penaltis de la final a Inglaterra. Ese mismo año, en octubre, disputó el Mundial Sub-17 en la India, donde marcó su primer gol internacional el 22 de octubre en la eliminatoria de cuartos de final contra Irán. Tres días después volvería a marcar en las semifinales contra Malí, aunque fueron derrotados por Inglaterra (5-2) en la final.
El 17 de enero de 2018 hizo su debut con la selección sub-19 de la mano del seleccionador Luis de la Fuente en un partido amistoso disputado ante Italia en el Estadio Pedro Escartín de Guadalajara, siendo además uno de los goleadores del partido. En su siguiente partido volvió a marcar, en un amistoso disputado contra la República Checa en Maspalomas. Siguió como titular en casi todos los encuentros de la selección y logró cinco goles durante la fase de clasificación para el Europeo Sub-19.
En la fase final del Europeo Sub-19 disputado en Armenia, en julio de 2019, fue titular en todos los encuentros y en la final logró los dos goles de la victoria por 0-2 ante Portugal.
El 6 de septiembre de 2019 hizo su debut con la selección sub-21 del mismo seleccionador, Luis de la Fuente, entrando en sustitución de Carles Pérez en el inicio del segundo tiempo en el Astana Arena ante la selección sub-21 de Kazajistán en la fase de clasificación para el Europeo sub-21.

### Categoría absoluta
El 3 de septiembre de 2020 debutó con la selección española en un encuentro frente a Alemania en Stuttgart (1-1). El 17 de noviembre de 2020 consiguió un hat-trick en un histórico triunfo frente a Alemania (6-0), disputado en el Estadio de La Cartuja, en la última jornada de la Liga de Naciones y que permitió al conjunto dirigido por Luis Enrique clasificarse para la fase final.
El 6 de octubre de 2021, en las semifinales de la Liga de Naciones, marcó un doblete a Italia en la victoria por 2-1 y clasificó a España a la final.
Acudió a la Eurocopa 2024 que España ganó. Contribuyó al éxito anotando el tanto de la victoria en el último partido de la fase de grupos frente a Albania.

## Estadísticas

### Clubes
Actualizado al último partido disputado el 16 de agosto de 2025.
| Club                             | Temporada     | Div.          | Liga  | Liga  | Liga   | Copas | Copas | Copas  | Internacional | Internacional | Internacional | Total | Total | Total  | Media goleadora |
| Club                             | Temporada     | Div.          | Part. | Goles | Asist. | Part. | Goles | Asist. | Part.         | Goles         | Asist.        | Part. | Goles | Asist. | Media goleadora |
| -------------------------------- | ------------- | ------------- | ----- | ----- | ------ | ----- | ----- | ------ | ------------- | ------------- | ------------- | ----- | ----- | ------ | --------------- |
| Valencia C. F. Mestalla · España | 2016-17       | 2.ª B         | 2     | 0     | 0      | —     | —     | —      | Inaccesibles  | Inaccesibles  | Inaccesibles  | 2     | 0     | 0      | 0               |
| Valencia C. F. Mestalla · España | 2017-18       | 2.ª B         | 10    | 1     | 4      | —     | —     | —      | Inaccesibles  | Inaccesibles  | Inaccesibles  | 10    | 1     | 4      | 0.10            |
| Valencia C. F. Mestalla · España | Total club    | Total club    | 12    | 1     | 4      | 0     | 0     | 0      | 0             | 0             | 0             | 12    | 1     | 4      | 0.08            |
| Valencia C. F. · España          | 2017-18       | 1.ª           | 13    | 0     | 1      | 3     | 0     | 1      | —             | —             | —             | 16    | 0     | 2      | 0               |
| Valencia C. F. · España          | 2018-19       | 1.ª           | 24    | 2     | 1      | 6     | 1     | 1      | 7             | 0             | 0             | 37    | 3     | 2      | 0.08            |
| Valencia C. F. · España          | 2019-20       | 1.ª           | 34    | 4     | 5      | 4     | 0     | 1      | 6             | 2             | 2             | 44    | 6     | 8      | 0.14            |
| Valencia C. F. · España          | Total club    | Total club    | 71    | 6     | 7      | 13    | 1     | 3      | 13            | 2             | 2             | 97    | 9     | 12     | 0.09            |
| Manchester City F. C. Inglaterra | 2020-21       | 1.ª           | 24    | 7     | 2      | 6     | 2     | 1      | 6             | 4             | 0             | 36    | 13    | 3      | 0.36            |
| Manchester City F. C. Inglaterra | 2021-22       | 1.ª           | 4     | 2     | 1      | 2     | 1     | 0      | 1             | 0             | 0             | 7     | 3     | 1      | 0.43            |
| Manchester City F. C. Inglaterra | Total club    | Total club    | 28    | 9     | 3      | 8     | 3     | 1      | 7             | 4             | 0             | 43    | 16    | 4      | 0.37            |
| F. C. Barcelona · España         | 2021-22       | 1.ª           | 18    | 4     | 4      | 2     | 1     | 0      | 6             | 2             | 2             | 26    | 7     | 6      | 0.27            |
| F. C. Barcelona · España         | 2022-23       | 1.ª           | 33    | 4     | 2      | 5     | 0     | 0      | 7             | 3             | 1             | 45    | 7     | 3      | 0.16            |
| F. C. Barcelona · España         | 2023-24       | 1.ª           | 29    | 7     | 2      | 5     | 1     | 0      | 8             | 3             | 1             | 42    | 11    | 3      | 0.26            |
| F. C. Barcelona · España         | 2024-25       | 1.ª           | 27    | 10    | 6      | 7     | 6     | 0      | 11            | 3             | 1             | 45    | 19    | 7      | 0.42            |
| F. C. Barcelona · España         | 2025-26       | 1.ª           | 1     | 1     | 0      | 0     | 0     | 0      | 0             | 0             | 0             | 1     | 1     | 0      | 1               |
| F. C. Barcelona · España         | Total club    | Total club    | 108   | 26    | 14     | 19    | 8     | 0      | 32            | 11            | 5             | 159   | 45    | 19     | 0.28            |
| Total carrera                    | Total carrera | Total carrera | 219   | 42    | 28     | 40    | 12    | 4      | 52            | 17            | 7             | 311   | 71    | 39     | 0.23            |
| 1. 2. 3.                         |               |               |       |       |        |       |       |        |               |               |               |       |       |        |                 |

### Selecciones

#### Participaciones en fases finales
| Torneo        | Sede     | Resultado        | Partidos | Goles |
| ------------- | -------- | ---------------- | -------- | ----- |
| Eurocopa 2020 | Europa   | Semifinales      | 6        | 2     |
| Mundial 2022  | Catar    | Octavos de final | 4        | 2     |
| Eurocopa 2024 | Alemania | Campeón          | 5        | 1     |

#### Goles internacionales
| Goles internacionales | Goles internacionales    | Goles internacionales                       | Goles internacionales | Goles internacionales | Goles internacionales | Goles internacionales                     | Goles internacionales |
| N.º                   | Fecha                    | Estadio                                     | Rival                 | Gol                   | Resultado             | Competición                               |                       |
| --------------------- | ------------------------ | ------------------------------------------- | --------------------- | --------------------- | --------------------- | ----------------------------------------- | --------------------- |
| 1                     | 6 de septiembre de 2020  | Alfredo Di Stéfano, Madrid, España          | Ucrania               | 4-0                   | 4-0                   | Liga de Naciones 2020-21                  |                       |
| 2                     | 17 de noviembre de 2020  | La Cartuja, Sevilla, España                 | Alemania              | 2-0                   | 6-0                   | Liga de Naciones 2020-21                  |                       |
| 3                     | 17 de noviembre de 2020  | La Cartuja, Sevilla, España                 | Alemania              | 4-0                   | 6-0                   | Liga de Naciones 2020-21                  |                       |
| 4                     | 17 de noviembre de 2020  | La Cartuja, Sevilla, España                 | Alemania              | 5-0                   | 6-0                   | Liga de Naciones 2020-21                  |                       |
| 5                     | 28 de marzo de 2021      | Borís Paichadze, Tiflis, Georgia            | Georgia               | 1-1                   | 1-2                   | Clasif. Mundial 2022                      |                       |
| 6                     | 31 de marzo de 2021      | La Cartuja, Sevilla, España                 | Kosovo                | 2-0                   | 3-1                   | Clasif. Mundial 2022                      |                       |
| 7                     | 23 de junio de 2021      | La Cartuja, Sevilla, España                 | Eslovaquia            | 0-4                   | 0-5                   | Eurocopa 2020                             |                       |
| 8                     | 28 de junio de 2021      | Parken Stadion, Copenhague, Dinamarca       | Croacia               | 1-3                   | 3-5                   | Eurocopa 2020                             |                       |
| 9                     | 5 de septiembre de 2021  | Nuevo Vivero, Badajoz, España               | Georgia               | 3-0                   | 4-0                   | Clasif. Mundial 2022                      |                       |
| 10                    | 8 de septiembre de 2021  | Fadil Vokrri, Pristina, Kosovo              | Kosovo                | 0-2                   | 0-2                   | Clasif. Mundial 2022                      |                       |
| 11                    | 6 de octubre de 2021     | Giuseppe Meazza, Milán, Italia              | Italia                | 0-1                   | 1-2                   | Fase final de la Liga de Naciones 2020-21 |                       |
| 12                    | 6 de octubre de 2021     | Giuseppe Meazza, Milán, Italia              | Italia                | 0-2                   | 1-2                   | Fase final de la Liga de Naciones 2020-21 |                       |
| 13                    | 26 de marzo de 2022      | RCDE Stadium, Cornellá de Llobregat, España | Albania               | 1-0                   | 2-1                   | Amistoso                                  |                       |
| 14                    | 23 de noviembre de 2022  | Al Thumama, Doha, Catar                     | Costa Rica            | 3-0                   | 7-0                   | Mundial 2022                              |                       |
| 15                    | 23 de noviembre de 2022  | Al Thumama, Doha, Catar                     | Costa Rica            | 4-0                   | 7-0                   | Mundial 2022                              |                       |
| 16                    | 12 de septiembre de 2023 | Nuevo Los Cármenes, Granada, España         | Chipre                | 4-0                   | 6-0                   | Clasif. Eurocopa 2024                     |                       |
| 17                    | 12 de septiembre de 2023 | Nuevo Los Cármenes, Granada, España         | Chipre                | 6-0                   | 6-0                   | Clasif. Eurocopa 2024                     |                       |
| 18                    | 19 de noviembre de 2023  | Estadio José Zorrilla, Valladolid, España   | Georgia               | 2-1                   | 3-1                   | Clasif. Eurocopa 2024                     |                       |
| 19                    | 5 de junio de 2024       | Nuevo Vivero, Badajoz, España               | Andorra               | 5-0                   | 5-0                   | Amistoso                                  |                       |
| 20                    | 24 de junio de 2024      | Merkur Spiel-Arena, Düsseldorf, Alemania    | Albania               | 0-1                   | 0-1                   | Eurocopa 2024                             |                       |
| 21                    | 8 de septiembre de 2024  | Stade de Genève, Lancy, Suiza               | Suiza                 | 1-4                   | 1-4                   | Liga de Naciones 2024-25                  |                       |

### Hat-tricks
| Partidos en los que anotó tres o más goles | Partidos en los que anotó tres o más goles | Partidos en los que anotó tres o más goles | Partidos en los que anotó tres o más goles | Partidos en los que anotó tres o más goles | Partidos en los que anotó tres o más goles | Partidos en los que anotó tres o más goles | Partidos en los que anotó tres o más goles |
| #                                          | Fecha                                      | Lugar                                      | Equipo                                     | Resultado                                  | Rival                                      | Goles                                      | Competición                                |
| ------------------------------------------ | ------------------------------------------ | ------------------------------------------ | ------------------------------------------ | ------------------------------------------ | ------------------------------------------ | ------------------------------------------ | ------------------------------------------ |
| 1                                          | 17 de noviembre de 2020                    | La Cartuja, Sevilla                        | España                                     | 6 - 0                                      | Alemania                                   | Gol · Gol · Gol                            | Liga de Naciones 2020-21                   |
| 2                                          | 14 de mayo de 2021                         | St James' Park, Newcastle                  | Newcastle United                           | 3 - 4                                      | Manchester City                            | Gol · Gol · Gol                            | Premier League 2020-21                     |
| 3                                          | 21 de enero de 2024                        | Benito Villamarín, Sevilla                 | Real Betis                                 | 2 - 4                                      | F. C. Barcelona                            | Gol · Gol · Gol                            | LaLiga 2023-24                             |
| 4                                          | 6 de febrero de 2025                       | Mestalla, Valencia                         | Valencia C. F.                             | 0 - 5                                      | F. C. Barcelona                            | Gol · Gol · Gol                            | Copa del Rey 2024-25                       |

## Palmarés

### Campeonatos nacionales
| Título                     | Club            | País       | Año     |
| -------------------------- | --------------- | ---------- | ------- |
| Copa del Rey               | Valencia C. F.  | España     | 2018-19 |
| Copa de la Liga            | Manchester City | Inglaterra | 2020-21 |
| Premier League             | Manchester City | Inglaterra | 2020-21 |
| Supercopa de España        | F. C. Barcelona | España     | 2023    |
| Primera División de España | F. C. Barcelona | España     | 2022-23 |
| Supercopa de España        | F. C. Barcelona | España     | 2025    |
| Copa del Rey               | F. C. Barcelona | España     | 2024-25 |
| Primera División de España | F. C. Barcelona | España     | 2024-25 |

### Campeonatos internacionales
| Título          | Club (*)            | País     | Año  |
| --------------- | ------------------- | -------- | ---- |
| Eurocopa Sub-17 | España              | Croacia  | 2017 |
| Eurocopa Sub-19 | España              | Armenia  | 2019 |
| Eurocopa        | Selección de España | Alemania | 2024 |

(*) Incluyendo la selección.

### Distinciones individuales
| Distinción                                       | Año  |
| ------------------------------------------------ | ---- |
| Seleccionado en el Once de Oro del Fútbol Draft. | 2018 |
| Seleccionado en el Once de Oro del Fútbol Draft. | 2019 |
| Seleccionado en el Once de Oro del Fútbol Draft. | 2020 |
| Máximo goleador de la Copa del Rey.              | 2025 |
| Mejor jugador de la final de la Copa del Rey.    | 2025 |